# يوم واحد عسل (فلم)
يوم واحد عسل  فيلم مغامرات كوميدي للمخرج أحمد فؤاد عام 1969، وتأليف أحمد الملا ويحيى الليثي. الفيلم من بطولة نيللي ومحمد عوض وحسن حامد وعادل أدهم وليلى نظمي وتدور الأحداث حول كمال وخطيبته أمينة وسرقة شبكة زواجهم التي تتسبب في مطاردة عصابة تزوير لهم.
صدر الفيلم إلى دور العرض المصرية في 8 ديسمبر 1969.
منح موقع قاعدة بيانات الأفلام العربية «السينما.كوم» الفيلم درجة 6.2/ 10.

## طاقم التمثيل
نيللي: في دور أمينة
محمد عوض: في دور كمال لاشين
عادل أدهم: في دور أدهم بك (زعيم عصابة لتزوير الأموال)
حسن حامد: في دور رشيد / مغناطيس (نشال)
ليلى نظمي: في دور سعدية (شقيقة أمينة)
سوزي خيري: في دور عشيقة أدهم
إدمون تويما: في دور ريمون (مزور الأموال)
بالاشتراك مع: ميمي شكيب - جمال إسماعيل - أحمد أبو عبية - حسين قنديل - جمال شبل - أنيس طاهر - السيد منير - قطقوطة - صبحي فؤاد - جلال المصري - فاروق مشالي - عبد العظيم شعلان - حسين عرابي - ريري أحمد - مختار السيد.

## أغاني الفيلم
كان فيلم «يوم واحد عسل» هو أول ظهور سينمائي للمطربة «ليلى نظمي» عام 1969، وهي صاحبة درجة «الدكتوراه» في الأغنية الشعبية  وتتلمذت على يد المسنشرق الإنجليزي جاك سمارك الذي كان يجمع التراث والفولكلور ودرست على يديه في جامعة إكسيتر بإنجلترا حتى نالت درجة الدكتوراة في الأدب الشعبي. غنت في الفيلم أغنياتها الشهيرة من الفلكلور المصري:
«ادلع ياعريس» - «ادلع يارشيدي»

## أحداث الفيلم
يقدم كمال لاشين (محمد عوض) إستعراضات في إحدى الصالات وتساعده خطيبته أمينه (نيللي). يذهب كمال بصحبة أمينة لشراء شبكة الزواج ويلاحظهم النشال مغناطيس (حسن حامد)، ويسارع بسرقة الشبكة، وأثناء تجول مغناطيس يلاحظ أدهم بك (عادل أدهم) أيضاً، ويعتقد أنه صيد ثمين، ويقوم بسرقة محفظته، ويكتشف بداخل المحفظة أوراق هامة تحتوي «أكلاشيه» لتزيف الأوراق النقدية. يكتشف كمال سرقة الشبكة ويطارد النشال لاستعادتها، ويتمكن كمال من استعادة شبكته، ليس بأخذها من مغنطيس بالتراضي ولكن بسرقتها منه، بل ويسرق كل ما لدى النشال بما في ذلك محفظة أدهم بك. يعود كمال وخطيبته للبيت سعداء. يذهب مغناطيس إلى بيت كمال في ليلة الزواج للبحث عن المحفظة، ويراه كمال ويعرف نيته، فيقوم بتسليم المحفظة  لزوجته أمينة. يلتقى مغناطيس بسعدية (ليلى نظمي) شقيقة أمينة ويعجب بها ويفشل مغنطيس في العثور على المحفظة. يكتشف أدهم ضياع رسومات التزييف ويهدد أفراد عصابته بضرورة العثور على مغناطيس. ينطلق أفراد العصابة بحثاً عن مغناطيس الذي يفلح في الفرار منهم دائماً. تدبر العصابة خطة لخطف أمينة للضغط على كمال لتسليمهم الرسومات الهامة، وينجحون ويطلبون منها رسم الأكلاشيه مقابل إطلاق سراحها. يبدأ أدهم في تزوير العملة بعد حصوله على الرسم المفقود، وتبدأ الشرطة في تجنيد كمال ومغناطيس للوصول للعصابة. يقرر أدهم الهرب، وفي اللحظة المناسبة يصل رجال الشرطة ويقبضون على العصابة، ويعود كمال وزوجته أمينة مع «رشيد» (الاسم الحقيقي لمغناطيس) الذي يتزوج من سعدية.

## روابط خارجية
- مقالات تستعمل روابط فنية بلا صلة مع ويكي بيانات
- يوم واحد عسل على الدهليز
- يوم واحد عسل على كاروهات

https://www.youtube.com/watch?v=yndMQtWkarw يوم واحد عسل (فيلم)
https://www.youtube.com/watch?v=RBsWUdtli-Q يوم واحد عسل (فيلم)